# Massif du Montaiguet
Le massif du Montaiguet, surnommé « la colline des Aixois », est un massif  boisé des Bouches-du-Rhône situé entre Aix-en-Provence, Gardanne et Meyreuil. D'une longueur de 6 kilomètres et d'une largeur de 3 à 5 kilomètres de large, son altitude est comprise entre 150 et 346 m. Sa surface, d'environ 20 km2, se compose de plateaux de calcaire bordés de falaises, de bois de pins et de chênes, et de champs de vignes ou autres plantations. Le massif a subi des incendies importants en août 1979 et en août 2005. En octobre 2010, 1 500 m2 sont brûlés. Depuis les incendies, la végétation se transforme progressivement en garrigue.
L'Arc représente sa limite septentrionale au sud d'Aix-en-Provence. Il se situe entre les communes de Meyreuil, Gardanne, et Aix-en-Provence.
Ce massif est très convoité par les habitants des communes alentour (Aix-en-Provence, Gardanne, Luynes et Bouc-Bel-Air) pour pratiquer le sport et pour admirer la vue sur la montagne Sainte-Victoire.

## Histoire

### Archéologie du massif
Un chemin appelé « voie romaine » a été découvert en 1975 sur la rive est du vallon du Coq qu'elle gravit. On peut l'observer sur une faible distance car son tracé se perd ensuite dans la végétation et les récentes habitations. Elle est très dégradée et n'est donc pas carrossable. Sa datation est incertaine.

## Projets de développement
Une polyclinique doit y être construite sur 22 hectares de la partie nord-ouest du massif, à la sortie d'Aix-en-Provence, au bord de la Nationale 8. Une polémique est née autour de ce projet depuis 2009. Le permis de construire est demandé en 2010. En raison de nombreux recours juridiques, la construction n'avait pas encore commencé en 2014. L'Hôpital Privé de Provence a finalement ouvert le 3 juin 2019.